# Mehanički sat
Mehanički sat je mjerni instrument ili uređaj koji koristi mehanički mehanizam koji mjeri protok vremena. Pokreće ga opruga koju se mora periodično navijati ne bi li satu osigurala potrebnu pokretačku energiju. Sila se prenosi putem niza zupčanika koji napajaju nemirnicu, balansni kotačić koji oscilira naprijed-nazad stalnom (konstantnom) brzinom. Svakim pokretom nemirnice mehanička poluga pokreće zupčanike u jednom smjeru što pomiče kazaljke sata unaprijed stalnom brzinom. Iz toga razloga svaki mehanički sat proizvodi specifični zvuk kucanja. Mehanički satovi razvili su se u Europi u 17. stoljeću iz opružnih satova koji su se pojavili u 15. stoljeću. Mehanički satovi nisu tako precizni kao moderni kvarcni satovi i u pravilu su mnogo skuplji. Danas se nose iz estetskih razloga, kao dio nakita i kao pokazatelj društvenog statusa.
Prvi mehanički satovi pokretani i upravljani istjecanjem vode ili s utezima, preko različitih je mehanizama pokazivao vrijeme pomičnim ili okretnim kazaljkama, ali je bio prilično nepouzdan. Pouzdani mehanički satovi su postali tek primjenom mehaničkih oscilatora koji upravljaju ritmom sata. Christiaan Huygens je 1656. primijenio slobodno njihalo kao mehanički oscilator, kojega vrijeme njihanja ovisi o duljini niti. Satovi s njihalom (klatnom) ili ure njihalice vrlo su pouzdani, posebno uz mnoge dopune, kao što je automatska dopuna (kompenzacija) promjena duljine njihala zbog promjene temperature i tlaka zraka, pa su do pojave elektroničkih to bili najtočniji satovi, te su se zadržali do danas. Glavni je nedostatak sata s njihalom i utegom što ne može raditi u pokretu. Huygens je 1674. konstruirao sat pokretan oprugom s opružnim mehaničkim oscilatorom, takozvanom nemirnicom ili treptalom, koji može raditi i u pokretu. Robert Hooke konstruirao je 1876. prvu zaprečnicu ili zapinjač, mehanizam koji pouzdano određuje ritam mehaničkog oscilatora. Tek je to omogućilo konstruiranje pouzdanih satova za rad u pokretu, džepnih i potom ručnih satova. Osobito precizan pokretni mehanički sat naziva se kronometrom, a upotrebljavao se u pomorstvu kao osnova za pouzdano određivanje položaja brodova, sve do pojave radijskih i satelitskih sustava navigacije.

## Glavni dijelovi
Glavni su dijelovi mehaničkog sata pogonski mehanizam (uteg ili opruga) koji povremeno treba navijati, oscilator (njihalo ili nemirnica), zaprečnica te sustav zupčanika za prijenos na kazaljke i obavljanje popratnih funkcija sata. Kazaljke (satna ili mala i minutna ili velika) nalaze se na suosnim osovinama, a okreću se preko kružne ljestvice, takozvanog brojčanika, koji je tradicijski podijeljen na 12 sati, samo iznimno na 24 sata. U preciznijim izvedbama postoji i sekundna kazaljka, na suosnoj osovini sa satnom i minutnom, ili na posebnoj osovini na praznom dijelu brojčanika i svojim posebnim brojčanikom. Složeniji satovi pokazuju datume i kalendar. Neki mehanički satovi obavljaju i popratne funkcije, na primjer otkucavaju na pune sate, neki na polovice i četvrtine sata, neki zvone u određeno vrijeme (takozvane budilice), a neki sviraju programirane melodije. Neki pokreću figure ljudi ili životinja, a takvi veliki satovi (na zvonicima crkava ili javnih zgrada) vrhunska su ostvarenja mehaničkih automata (igračaka) u kojima se u određeno vrijeme pokreće igrokaz figura i proizvode zvukovi. Mehanički satovi izvode se kao stojeći, zidni, stolni, džepni ili ručni satovi. Kućišta satova često su bila predmet umjetničkog obrta.

## Kronometar
Kronometar je vrlo precizan mehanički sat s oprugom. Razvio se pošto je 1735. John Harrison izradio prototip sata s nemirnicom, a od drugih se sličnih satova razlikovao posebnom konstrukcijom nemirnice, spiralne opruge i zapornoga mehanizma, što je omogućavalo znatno točnije mjerenje vremena. Upotrebljavao se kao brodski kronometar (prvi konstruktor francuski urar Pierre Le Roy, 1769.), prilagođen uvjetima rada na brodu, kardanski ovješen i smješten na amortizerima (prigušivač). Danas mehanički kronometar ima uglavno samo povijesno značenje, a vrijeme se vrlo točno određuje mjerenjem frekvencije elektromagnetskoga zračenja što ga emitiraju ili apsorbiraju atomi ili molekule (atomski sat).